# Бутома Борис Євстахійович
Борис Євстахійович Бутома (рос. Бутома Борис Евстафьевич; 28 квітня 1907, Порт-Петровськ, Дагестанська область, Російська імперія, тепер місто Махачкала — 11 липня 1976, Москва, СРСР) — радянський державний та господарський діяч. Герой Соціалістичної Праці (23.07.1959). Міністр суднобудівної промисловості СРСР (1965—1976). Депутат Верховної Ради СРСР 6—9-го скликань (1962—1976 роки). Кандидат у члени ЦК КПРС в 1961—1966 роках. Член ЦК КПРС в 1966—1976 роках. Доктор технічних наук, професор.

## Життєпис
Народився в міщанській родині. Батько був дияконом православної церкви в місті Порт-Петровську.
У 1920—1932 роках працював токарем і слюсарем з металу в судноремонтних майстернях Севастопольського порту Кримської АРСР.
Член ВКП(б) з 1928 року.
У 1932—1936 роках — студент факультету військового кораблебудування Ленінградського кораблебудівного інституту, інженер-судномеханік.
У 1936—1944 роках — майстер, помічник будівельника об'єкта, здавальний механік, головний будівельник надводних кораблів, начальник технічного відділу, заступник головного інженера суднобудівного заводу № 202 (Дальзаводу) у місті Владивостоці.
У 1944—1948 роках — головний інженер, директор суднобудівного заводу № 340 в місті Зеленодольську Татарської АРСР.
У липні 1948 — вересні 1949 року — начальник 3-го Головного управління Міністерства суднобудівної промисловості СРСР. У вересні 1949 — 1952 року — начальник 9-го Головного управління Міністерства суднобудівної промисловості СРСР.
У березні 1952 — березні 1953 року — заступник міністра суднобудівної промисловості СРСР.
У березні 1953 — квітні 1954 року — начальник 4-го Головного управління, член колегії Міністерства транспортного і важкого машинобудування СРСР.
У квітні 1954 — грудні 1957 року — заступник міністра суднобудівної промисловості СРСР.
14 грудня 1957 — 13 березня 1963 року — голова Державного комітету Ради Міністрів СРСР по суднобудуванню — міністр СРСР. 13 березня 1963 — 2 березня 1965 року — голова Державного комітету з суднобудування СРСР — міністр СРСР.
2 березня 1965 — 11 липня 1976 року — міністр суднобудівної промисловості СРСР.
Похований на Новодівочому цвинтарі міста Москви.

## Нагороди
- Герой Соціалістичної Праці (23.07.1959) — за створення головного атомного підводного човна проєкту 627, К-3 «Ленінський комсомол»
- п'ять орденів Леніна (23.07.1959, 17.06.1961, 28.04.1963, 30.04.1967, 25.10.1971)
- два ордени Трудового Червоного Прапора (1945, 25.07.1966)
- медаль «За трудову доблесть» (9.10.1952)
- медаль «За трудову відзнаку» (2.10.1950)
- Сталінська премія другого ступеня (1949) — за важливі удосконалення побудови кораблів
- Ленінська премія (1974) — за створення стратегічної ПЛ 667Б

## Вшанування пам'яті
З 1976 по 2016 рік Курортна вулиця в Миколаєві носила ім'я Бутоми.
1. ↑  Бутома Борис Евстафьевич // Большая советская энциклопедия: [в 30 т.] / под ред. А. М. Прохорова — 3-е изд. — Москва: Советская энциклопедия, 1969.